# Томский, Арсен Григорьевич
Арсен Григорьевич Томский (род. 20 ноября 1973, Якутск, Республика Саха) — предприниматель, общественный деятель, основатель и генеральный директор международного сервиса inDrive, основатель независимого интернет-издания Ykt.Ru.

## Образование
В 1995 году – математический факультет Якутского государственного университета.
В 2021 году прошёл Стэнфордскую программу для руководителей в Стэнфордской высшей школе бизнеса.

## Карьера
В 1994 году Томский начал свою предпринимательскую деятельность в Якутии, разрабатывая программное обеспечение: систему анализа финансового состояния банков, а затем программу автоматизации бухучёта по заказу местного министерства финансов.
В 1999 году он основал компанию SakhaInternet, которая в дальнейшем стала Sinet Group, и запустил сайт Ykt.ru. Со временем проект стал главным медиа республики с собственной веб-студией и рекламным агентством. Ykt.ru объединял в себе новостную ленту, рекламную площадку, веб-форум и кибертотализатор.
В 2013 году Томский выкупил популярную в Якутии вк-группу «Сообщество независимых водителей» и на её основе создал мобильное приложение и сайт inDriver.ru. Так была основана компания inDriver (Independent Drivers — «независимые водители»). inDriver начинал работу как сервис пассажирских перевозок, затем в компании появились грузовые перевозки, междугородние поездки, курьеры и городские услуги.
В 2019 году Томский сообщил о решении передать акции Ykt.Ru команде и покинуть пост генерального директора Sinet Group.
Чтобы ускорить глобальную экспансию своей компании, в 2020 году он переехал из Сибири в Кремниевую долину. В начале следующего года inDriver оценили в $1,23 млрд и признали компанией-единорогом, поскольку компания привлекла $150 млн от ведущих североамериканских фондов.
В 2022 году в связи с военным вторжением России на Украину, Томский принял решение о полной релокации сотрудников inDrive из страны до конца года. Компания была переименована в inDrive (Inner Drive — «внутренний драйв»).
В конце 2023 года Арсен Томский объявил, что по приглашению правительства Казахстана получил казахское гражданство. Таким образом, в мае 2024 года Томский попал на 10 место рейтинга журнала Forbes «75 богатейших бизнесменов Казахстана».
В 2023 году InDrive занял второе место в мире по количеству скачиваемых приложений для организации поездок и четвёртое место в мире по количеству скачиваемых приложений в категории «Путешествия». Томский потратил на разработку приложения около 5 миллионов долларов из своих собственных средств, которые он накопил, развивая крупнейшую интернет-компанию Якутии.

## Общественная деятельность
С 2012 года под патронажем Томского работает некоммерческий образовательный проект Beginit. В ходе проекта дети из отдалённых сельских школ и детских домов обучаются основам программирования, чтобы начать карьеру в сфере IT. По состоянию на 2022 год проект охватил более 120 школ и детских домов в 13 странах.
С 2020 года начал работу проектный фонд «Синет Спарк». Бюджет фонда был сформирован в том числе из личных средств Томского. В 2021 году Sinet Spark оказывал финансовую помощь в тушении лесных пожаров в нескольких районах Якутии. Впоследствии организацией был создан проект по исследованию причин и уменьшению возникновения лесных пожаров в Якутии и в мире.
В том же 2020 году Томский запустил некоммерческую программу Star Team, цель которой — помочь школьникам и студентам поступить в лучшие вузы мира. После успешного старта с группой старшеклассников из Якутии программа расширилась, и теперь работает в России и Казахстане.
В ноябре 2021 года предприниматель объявил о запуске футбольного некоммерческого проекта для детей из малых городов России и Казахстана «Искра». Команда проекта ищет людей, желающих стать тренерами, и помогает им создать в своём населённом пункте футбольную секцию для детей. Все занятия для детей безвозмездны, при этом работа тренера оплачивается.
По инициативе Томского в 2023 году стартовала международная кинопремия Alternativa Film Awards — глобальная некоммерческая инициатива, направленная на поддержку начинающих кинематографистов из Азии. Премия поддерживает социально-значимые фильмы: при оценке работ жюри обращает внимание не только на художественные аспекты картины, но и на актуальность для общества.
Ещё одна инициатива Томского — создание инновационного стартапа FluentaAI для помощи людям, страдающим заиканием. Это программное обеспечение преобразует их шёпот в естественную речь без заикания во время онлайн-звонков. FluentaAI интегрируется с приложениями для видеоконференций.